# Temporada 1987-88 de los Sacramento Kings
La temporada 1987-88 fue la tercera de los Kings en la NBA en su ubicación en Sacramento, California, y la cuadragésima en la liga, tras jugar las últimas trece en Kansas City. La temporada regular acabó con 24 victorias y 58 derrotas, ocupando el décimo puesto de la Conferencia Oeste, no logrando clasificarse para los playoffs.

## Elecciones en elDraft
| Ronda | Puesto | Jugador       | Posición  | Nacionalidad   | Universidad    |
| ----- | ------ | ------------- | --------- | -------------- | -------------- |
| 1     | 6      | Kenny Smith   | Base      | Estados Unidos | North Carolina |
| 4     | 74     | Joe Arlauckas | Ala-Pívot | Estados Unidos | Niagara        |

## Temporada regular
| División Medio Oeste | División Medio Oeste | División Medio Oeste | División Medio Oeste | División Medio Oeste | División Medio Oeste | División Medio Oeste | División Medio Oeste | División Medio Oeste |
| Equipo               | G                    | P                    | %                    | PD                   | Casa                 | Fuera                | Div                  |                      |
| -------------------- | -------------------- | -------------------- | -------------------- | -------------------- | -------------------- | -------------------- | -------------------- | -------------------- |
| y-Denver Nuggets     | 54                   | 28                   | .659                 | –                    | 35–6                 | 19–22                | 18–12                |                      |
| x-Dallas Mavericks   | 53                   | 29                   | .646                 | 1                    | 33–8                 | 20–21                | 20–10                |                      |
| x-Utah Jazz          | 47                   | 35                   | .573                 | 7                    | 33–8                 | 14–27                | 18–12                |                      |
| x-Houston Rockets    | 46                   | 36                   | .561                 | 8                    | 31–10                | 15–26                | 13–17                |                      |
| x-San Antonio Spurs  | 31                   | 51                   | .378                 | 23                   | 23–18                | 8–33                 | 12–18                |                      |
| Sacramento Kings     | 24                   | 58                   | .293                 | 30                   | 19–22                | 5–36                 | 9–21                 |                      |

## Estadísticas
| Rk | Jugador          | Edad | P  | PT | MP   | TC  | TCI  | %TC  | T3  | T3I | %T3  | TL  | TLI | %TL  | RO  | RD  | RT   | AS  | RB  | TAP | BP  | FP  | PTS  |
| -- | ---------------- | ---- | -- | -- | ---- | --- | ---- | ---- | --- | --- | ---- | --- | --- | ---- | --- | --- | ---- | --- | --- | --- | --- | --- | ---- |
| 1  | Otis Thorpe      | 25   | 82 | 82 | 37.5 | 7.6 | 15.0 | .507 | 0.0 | 0.1 | .000 | 5.6 | 7.4 | .755 | 3.4 | 6.8 | 10.2 | 3.2 | 0.8 | 0.7 | 2.8 | 3.2 | 20.8 |
| 2  | Reggie Theus     | 30   | 73 | 73 | 36.3 | 8.5 | 18.1 | .470 | 0.2 | 0.8 | .271 | 4.4 | 5.3 | .831 | 1.0 | 2.2 | 3.2  | 6.3 | 0.8 | 0.2 | 3.2 | 2.4 | 21.6 |
| 3  | Kenny Smith      | 22   | 61 | 60 | 35.6 | 5.4 | 11.4 | .477 | 0.2 | 0.6 | .308 | 2.7 | 3.3 | .819 | 0.7 | 1.6 | 2.3  | 7.1 | 1.5 | 0.1 | 3.0 | 2.3 | 13.8 |
| 4  | Franklin Edwards | 28   | 16 | 11 | 25.9 | 3.4 | 7.2  | .470 | 0.0 | 0.1 | .000 | 1.5 | 2.0 | .750 | 0.3 | 0.9 | 1.2  | 5.8 | 0.6 | 0.1 | 2.9 | 0.6 | 8.3  |
| 5  | Derek Smith      | 26   | 35 | 18 | 25.7 | 5.0 | 10.4 | .478 | 0.2 | 0.7 | .348 | 2.5 | 3.2 | .770 | 1.0 | 1.9 | 2.9  | 2.5 | 0.6 | 0.5 | 1.4 | 3.1 | 12.7 |
| 6  | Harold Pressley  | 24   | 80 | 49 | 25.4 | 4.0 | 8.8  | .453 | 0.5 | 1.4 | .327 | 1.3 | 1.6 | .792 | 1.7 | 2.9 | 4.6  | 2.3 | 1.1 | 0.7 | 1.7 | 2.6 | 9.7  |
| 7  | Joe Kleine       | 26   | 82 | 60 | 24.4 | 4.0 | 8.4  | .472 | 0.0 | 0.0 |      | 1.9 | 2.3 | .814 | 2.2 | 4.9 | 7.1  | 1.1 | 0.3 | 0.7 | 1.3 | 2.8 | 9.8  |
| 8  | Mike McGee       | 28   | 37 | 0  | 23.9 | 5.4 | 12.9 | .421 | 1.3 | 3.8 | .340 | 2.0 | 2.6 | .771 | 1.4 | 1.6 | 3.0  | 1.6 | 1.3 | 0.2 | 1.6 | 2.0 | 14.2 |
| 9  | LaSalle Thompson | 26   | 69 | 9  | 18.2 | 3.1 | 6.6  | .471 | 0.0 | 0.1 | .400 | 1.7 | 2.4 | .720 | 2.0 | 4.2 | 6.2  | 1.0 | 0.8 | 1.1 | 1.6 | 3.1 | 8.0  |
| 10 | Jawann Oldham    | 30   | 54 | 13 | 17.5 | 2.2 | 4.6  | .476 | 0.0 | 0.0 |      | 1.1 | 1.6 | .678 | 1.5 | 4.1 | 5.6  | 0.6 | 0.2 | 2.0 | 1.1 | 2.6 | 5.5  |
| 11 | Terry Tyler      | 31   | 74 | 28 | 16.0 | 2.5 | 5.5  | .452 | 0.0 | 0.1 | .143 | 0.6 | 0.9 | .641 | 1.2 | 2.1 | 3.3  | 0.8 | 0.6 | 0.6 | 0.6 | 1.1 | 5.5  |
| 12 | Ed Pinckney      | 24   | 79 | 7  | 14.9 | 2.3 | 4.3  | .522 | 0.0 | 0.0 | .000 | 1.7 | 2.3 | .747 | 1.2 | 1.7 | 2.9  | 0.8 | 0.5 | 0.4 | 1.0 | 1.5 | 6.2  |
| 13 | Conner Henry     | 24   | 15 | 0  | 13.8 | 2.5 | 5.4  | .469 | 1.0 | 2.1 | .484 | 1.7 | 2.0 | .867 | 0.4 | 0.9 | 1.3  | 1.7 | 0.5 | 0.2 | 1.1 | 1.0 | 7.8  |
| 14 | Michael Jackson  | 23   | 58 | 0  | 13.1 | 1.1 | 2.9  | .374 | 0.1 | 0.4 | .240 | 0.4 | 0.6 | .719 | 0.3 | 0.7 | 1.0  | 3.1 | 0.3 | 0.1 | 1.0 | 1.4 | 2.7  |
| 15 | Joe Arlauckas    | 22   | 9  | 0  | 9.4  | 1.6 | 4.8  | .326 | 0.0 | 0.0 |      | 0.7 | 0.9 | .750 | 0.7 | 0.8 | 1.4  | 0.9 | 0.3 | 0.4 | 0.4 | 1.8 | 3.8  |
| 16 | Martin Nessley   | 22   | 9  | 0  | 4.6  | 0.2 | 0.3  | .667 | 0.0 | 0.0 |      | 0.1 | 0.4 | .250 | 0.3 | 0.7 | 1.0  | 0.0 | 0.1 | 0.1 | 0.2 | 1.2 | 0.6  |

## Galardones y récords
| Jugador     | Galardón                            |
| Kenny Smith | Mejor quinteto de Rookies de la NBA |